# ヒロメ
ヒロメ（比呂米、広布、学名：Undaria undarioides）は、一年生の褐藻類の一種。ワカメ U. pinnatifidaに似るが、葉部が単純な形をしている。

## 特徴
葉部は長さ75～100cmほどになる。薄く広がった葉部は披針形、長楕円形、楕円形などで、縁は滑らかかやや波打つことはあるが、ワカメのように大きな裂片に分かれない。またその中央には基部の茎から続く中肋が明瞭。中肋の両側には水平方向に皺を多数生じ、葉面は粗く膨らんで小点や毛巣が生じる。
基部の茎は長さ3～30cmで、基部では円柱形だが上に行くに従って扁平になり、縁が薄くなって葉に続く。成熟すると茎部の縁に突き出した襞を生じ、それは波打って葉に繋がることがある。基部の方では付着のための根枝がある。これは繊維状で輪生し、更に数回叉状に分枝して、平らな円錐状の付着器になる。
胞子嚢斑は葉の中央以下の中央部分に下から上に向けて次第に作られて行き、次第により上の部分や茎の縁沿いまで作られる。ワカメのような胞子形成部（いわゆるメカブ）は作らない。

## 分布と生育環境
本州中部以南、四国、九州の太平洋岸に分布する。漸深帯の岩の上に生じ、特に湾入した部分に多い。ワカメより暖海性である。春から初夏に繁茂する。

## 近似種など
ワカメとよく似ており、特に若い時は類似するが、ワカメのように葉部が切れ込まないこと、基部に胞子形成のための胞子嚢子葉、いわゆるメカブを形成しないことで区別できる。また同属のアオワカメには葉部に中肋がないことで区別できる。

## 利用
ワカメと同様に食用とされる。分布域が限定されているので広く流通することはない。和歌山県田辺地方ではヒトハメと呼んで好まれる。ワカメより早く、2～1月頃から採取される。養殖も行われている。
味は瀬川(1956)では『ワカメほど品質はよくない』とあるが、新崎(2002)では『食用として良質』とある。